# Benediktinski samostan sv. Arnira u Splitu
Ženski samostan sv. Arnira u Splitu je bio ženski rimokatolički samostan u Splitu. Osnovao ga je 1069. godine nadbiskup Lovro († 1099.) blizu sjevernog zida Dioklecijanove palače, na mjestu predromaničke crkve Sv. Benedikta (Sv. Eufemije). Prve sestre benediktinke bile su Katena, kasnije predstojnica samostana, njena sestra Stana te Ana, Agapis, Vera i druge.:str. 564. Samostan je ubrzo postao utočište splitskih plemkinja i drugih odličnica.
Prvo je bio posvećen sv. Benediktu. Budući da je sv. Arnir koji je bio splitski nadbiskup pokopan u crkvi sv. Benedikta, samostan se počeo općenito nazivati njegovim imenom.
Godine 1076. predstojnica samostana Marija dobila je od hrvatskog kralja Zvonimira († 1089.) posjed Pustinu u Lažanima, koji im je 1089. potvrdio i kralj Stjepan II. (1089. – 1091.).:str. 565.
S vremenom samostan je zadobio niz posjeda darovnicama građana i klera. Godine 1166. papa Aleksandar III. primio je samostan zajedno sa svim dobrima pod zaštitu sv. Petra i svoju.:str. 566.
U 14. stoljeću u ženski benediktinski samostan povukla se Jelena, kći bosanskog bana Vuka i udovica Vuka Hranića. Tamo je 20. ožujka 1337. godine i umrla.:str. 567.
Godine 1444. izgradio je majstor Juraj Dalmatinac kapelu bl. Arnira, koja je sačuvana do danas. Opatijski prostor bio je opasan renesansnim zidinama nad kojima je u 18. stoljeću bio podignut zvonik, koji je, uz kapelu sv. Arnira, jedini sačuvani dio nekadašnjeg samostanskog kompleksa.
Samostan je ukinut u vrijeme francuske uprave nad hrvatskim zemljama, 1807./1808. godine, a još 1806. od njega su napravili vojnu bolnicu. Redovnice su se tad iselile te otišle u Zadar u samostan Sv. Marije, a sa sobom su ponijele samostanski arhiv.
Crkva je bila skoro potpuno sačuvana sve do 1888. godine kada je izgorjela u požaru. Prema tlocrtnim ostatcima i sačuvanim nacrtima razvidno je da se radilo o troapsidnoj trobrodnoj bazilici s upisanim transeptom.
Samostan je porušen 1945. osim zvonika i kapele.

## Vanjske poveznice
- Benediktinski samostan sv. Eufemije  Arhivirana inačica izvorne stranice od 3. siječnja 2013. (Wayback Machine)